# Pandiborellius arabicus
Espèce
Synonymes
- Scorpio arabicus Kraepelin, 1894
- Pandinus arabicus (Kraepelin, 1894)

Pandiborellius arabicus est une espèce de scorpions de la famille des Scorpionidae.

## Distribution
Cette espèce est endémique du Yémen. Elle se rencontre vers Amran.

## Description
L'holotype mesure 99 mm.

## Systématique et taxinomie
Cette espèce a été décrite sous le protonyme Scorpio arabicus par Kraepelin en 1894. Elle est placée dans le genre Pandinus par Kraepelin en 1899, dans le genre Pandinurus par Rossi en 2015 puis dans le genre Pandiborellius par Kovařík, Lowe, Soleglad et Plíšková en 2017.

## Étymologie
Son nom d'espèce lui a été donné en référence au lieu de sa découverte, l'Arabie.

## Publication originale
- Kraepelin, 1894 : « Revision der Scorpione. II. Scorpionidae und Bothriuridae. » Beiheft zum Jahrbuch der Hamburgischen Wissenschaftlichen Anstalten, vol. 11, p. 1–284 (texte intégral).